# Црква Св. Арханђела Михаила у Варшави
Црква Св. Арханђела Михаила (пољ. Cerkiew św. Michała Archanioła) је православна црква у Варшави, која се налази у Алеји Ујаздовские, на подручју данашњег Трга На Роздрожу. Била је то једна од војних цркава изграђених за потребе руских војника стационираних у Варшави, посебно који су служили у литванском пуку Лејбгард. Подигнута 1890-их, срушена је 1923. године, током акције рестаурације цркве која се сматрала симболом руске моћи током подела.

## Историја

### Околности изградње
Подизање цркве Св. Михаила Архангела у Варшави пада на период повећаних улагања у сакрално градитељство, који се одиграо у последњим годинама владавине Александра III и почетком владавине Николаја II на западним рубовима Руског царства. Један од елемената кампање за подизање нових православних храмова било је снабдевање појединих руских војних јединица сопственим црквама. Црква Св. Архангела Михаила била је један од објеката за ову намену.
Свето здање се налазило у улици Алеје Ујаздовские 12, на подручју града са великим бројем цивила. Према мемоарима А. Краушара, ово подручје је било посебно привлачно за богате Русе. На прелазу из 19. у 20. век готово у потпуности губи свој изворни пољски карактер. Грађевинске радове је надгледао инжењерски капетан Лудерс. Објекат је подигнут 1892–1894. Камен темељац за изградњу нове цркве положен је 16. јуна 1892. године на месту старијег, привременог војног храма. Церемонију је предводио архиепископ хемско-варшавски Флавијан, коме је саслуживала група војних капелана и два епархијска клира. Дана 21. децембра 1894. године је освећена. Црква је била део касарне Литванског Лејбгардског пука, која се простирала између Алеје Шуха и Литевске и Нововиејске улице. Зграда се сматрала једном од архитектонски најуспешнијих православних цркава које су подигли Руси у Варшави. Био је у вези са елитним карактером пука коме је био намењен. Није био подигнут по јединственом плану предвиђеном за војне цркве, већ по пројекту припремљеном посебно за ову прилику, који је узео у обзир начин на који се објекат уклапа у околину (посебно са оближњим парковима). За изградњу објекта додељено је 130 хиљада рубља.

### После Првог светског рата
Након повлачења руских војника из Варшаве 1915. године, црква је престала да се користи за своју намену. Била је напуштена и почела је да пропада. Кратко време га је користила парохија Евангелистичке цркве. Након што је почело рушење цркве, сматрана је непотребном, изазивајући асоцијације на руске власти у Варшави, и срушена је 1923. Рисзард Мацзевски сматра да је главни разлог њеног рушења био лоше техничко стање због њеног напуштања и неодржавања. Рушење храма била је једна од од делова акције реституције православних цркава, која је објављена у иностранству, као доказ верске нетрпељивости која влада у Пољској. Убрзо су на његовом месту подигнуте изложбене хале „Łobzowianki” и и концертна сала. Данас, на месту где се храм налазио, у ископу пролази Лазенковска рута.

## Архитектура
Црква је имала пет купола са крстовима и звоник са додатном куполом изнад улаза. Представљао је староруски стил (касну варијацију византијско-руског стила, званични стил Руског царства). Све куполе су биле обложене поцинкованим челиком и фарбане зеленом бојом у шаховници. Пјотр Пашкевич упоређује распоред храма са храмом Светог Василија Блаженог у Москви – као и у случају ове грађевине, читава композиција зграде била је састављена од наизглед независних елемената. Четири бочне куполе давале су утисак мањих храмова лабаво спојених са главним телом крунисаним главном куло-шаторском куполом на бубњу. Међутим, постојала је разлика између изгледа цркве у Москви и у Варшави – мање куполе су биле смањена верзија главне, а не лабава референца на њену архитектуру. Аутор је мишљења да је црква Св. Црква Арханђела Михаила одговарала опису којим је Војслав Моле карактерисао храм Светог Василија Блаженог:
„Претворена је у окамењени и живи биљни организам који се непрестано пењао навише”.
Посебно је био обиман улаз у здање. Главни портал цркве био је заснован на богатим стубовима и био је фланкиран са два мања. Изнад улаза се налазио звоник завршен малом куполом у традиционалном облику лука. Богатство детаља украса који покривају зидове храма, слично као и код цркве Св. Татјане из Рима, замаглио је основни облик тела зграде. Црквеној служби је могло истовремено да присуствује 1000 људи.
Исто тако богато је украшена и унутрашњост цркве. Фреске на њеним зидовима урадио је сликар Александар Мурашко, а на иконостасу је радио заједно са Белевичем. Био је двокод. Била је то копија зида са иконама Саборног храма Св. Валадимира у Кијеву. Унутрашњост купола била је позлаћена, а под храма је био од теракоте, имитирајући мермер. Само у презбитерију је у ту сврху коришћено дрво. У време освећења црква је имала један олтар – Св. Арханђела Михаила. Године 1897. други - Св. Николе, а 1899. још један, Свети Константин и Јелена. Налазили су се на десној, односно левој страни презбитерија. Није познато чије су се иконе поштовале у храму. Позната је само једна слика – икона Св. Јована Витеза са делом његових моштију.